# Кириллов, Николай Павлович
Никола́й Па́влович Кири́ллов (1914—1993) — старший лейтенант Военно-морского флота СССР, участник Великой Отечественной войны, Герой Советского Союза (1944).

## Биография
Николай Кириллов родился 20 февраля 1914 года в Николаеве. После окончания семи классов школы работал старшим диспетчером в одном из цехов судостроительного завода. В августе 1941 года Кириллов был призван на службу в Военно-морской флот СССР и направлен на фронт Великой Отечественной войны.
К февралю 1943 года младший лейтенант Николай Кириллов командовал взводом 393-го отдельного батальона морской пехоты Черноморского флота. Участвовал в боях на Малой Земле в составе десанта майора Цезаря Куникова, лично уничтожил 3 дзота и несколько немецких солдат и офицеров. Во время Керченской десантной операции Кириллов заменил собой командира роты и успешно руководил её действиями. В тех боях он получил ранение, но продолжал сражаться. Только пленными во время операции рота взяла 42 немецких солдата и офицера.
Указом Президиума Верховного Совета СССР от 31 мая 1944 года за «образцовое выполнение боевых заданий командования на фронте борьбы с немецкими захватчиками и проявленные при этом мужество и героизм» младший лейтенант Николай Кириллов был удостоен высокого звания Героя Советского Союза с вручением ордена Ленина и медали «Золотая Звезда» за номером 3792.
В 1946 году в звании старшего лейтенанта Кириллов был уволен в запас. Вернулся в Николаев, работал начальником гальванического цеха на местном заводе. Скончался 21 августа 1993 года, похоронен в Николаеве.
Был также награждён двумя орденами Красного Знамени, орденом Отечественной войны 1-й степени, рядом медалей.